# Bruno Thibout
Bruno Thibout (Neufchâtel-en-Bray, 8 mei 1969) is een voormalig Frans wielrenner die in het verleden uitkwam voor onder meer Motorola en Cofidis.
In 1998 stopte Thibout met wielrennen om in 2000 weer terug te keren in het peloton.

## Overwinningen
1992
- Boucles Catalanes

1996
- 5e etappe Postgirot Open

## Resultaten in voornaamste wedstrijden
| Jaar | Ronde van Italië | Ronde van Frankrijk | Ronde van Spanje |
| ---- | ---------------- | ------------------- | ---------------- |
| 1993 | 85e              |                     |                  |
| 1994 |                  | 91e                 |                  |
| 1995 | 47e              | opgave              |                  |
| 1996 |                  | 55e                 |                  |
| 1997 |                  |                     | 30e              |
| 1998 |                  |                     | opgave           |
| 2000 |                  |                     | opgave           |
| 2002 |                  |                     |                  |

| Jaar | Milaan-San Remo | Gent-Wevelgem | Ronde van Vlaanderen | Parijs-Roubaix | Amstel Gold Race | Luik-Bast.‑Luik | Ronde van Lombardije |
| ---- | --------------- | ------------- | -------------------- | -------------- | ---------------- | --------------- | -------------------- |
| 1993 |                 |               |                      |                |                  |                 | 45e                  |
| 1994 | 92e             | 73e           | 94e                  |                |                  |                 |                      |
| 1995 | 156e            |               |                      |                |                  |                 |                      |
| 1996 |                 |               |                      | 27e            | 34e              | 21e             |                      |
| 1997 | 72e             | 102e          | 66e                  | 46e            |                  | 73e             | 23e                  |
| 1998 |                 |               |                      |                |                  | 102e            |                      |
| 2000 |                 |               |                      | 52e            |                  |                 |                      |
| 2002 |                 |               |                      |                |                  | 122e            |                      |